# Bátonyterenye
Bátonyterenye város Nógrád vármegyében, a Bátonyterenyei járás székhelye, a vármegye harmadik legnagyobb települése. A város térsége már a bronzkor második felében i. e. 1500 körül lakott volt, amelyet jelentős régészeti lelőhelyek bizonyítanak, első írásos emléke viszont csak 1216-ból származik. Bátonyterenye 1984. január 1-jén jött létre Nagybátony (az 1965-ben hozzácsatolt Maconkával), Kisterenye és Szúpatak egyesítésével, városi rangot 1989-ben kapott. A város (pontosabban Kisterenye) híres szülötte Abonyi Lajos író. A Novohrad-Nógrád UNESCO Globális Geopark települése. Sok a cigó

## Fekvése
Bátonyterenye Nógrád vármegyében a Mátra, a Karancs, a Medves és a Cserhát találkozásánál, a Zagyva és a Tarján-patak völgyében helyezkedik el. A területe 78,92 négyzetkilométer, tengerszint feletti magassága átlagosan 100-150 méter.

## Városrészei
Bátonyterenye 4 városrész Maconka, Szúpatak, Kisterenye és Nagybátony egybeolvadásával jött létre. Ezeken az elsődleges városrészeken belül vannak másodlagos városrészek is:
- Nagybátony: Falu, Zagyvapart, Dózsa-telep, Szorospatak, Ifjúsági-lakótelep, Bányaváros, Mátra-lakótelep, Alsó- és Felső-Lengyend.
- Kisterenye: Felvég (a régi falu rész), Csente, József Attila-lakótelep, Kossuth-telep, Chorin-telep, Bánya-telep, Kis-Maconka.

## Története

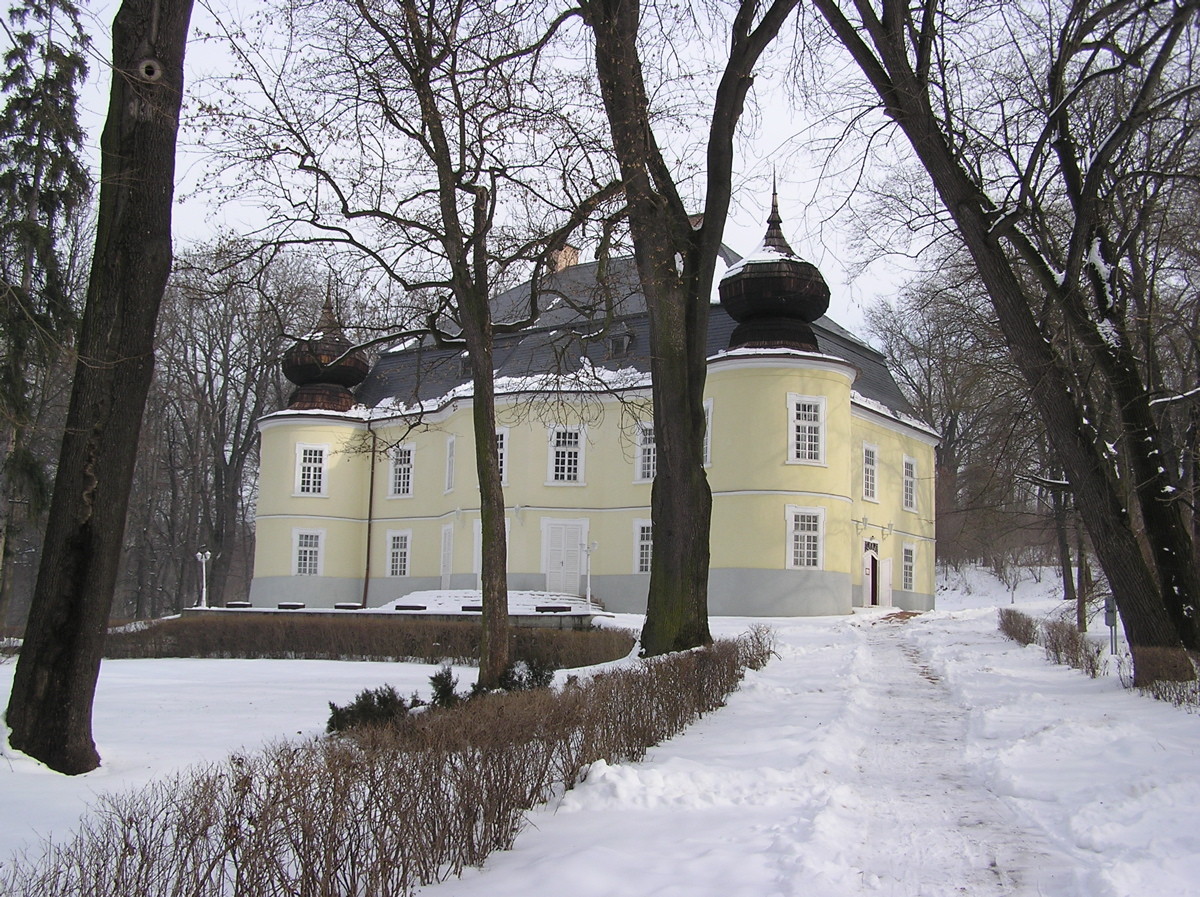
A Gyürky-Solymossy-kastély télen

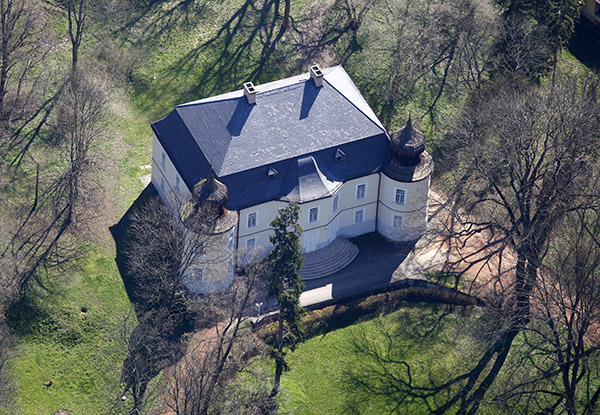
A Gyürky-Solymossy-kastély légifelvételen

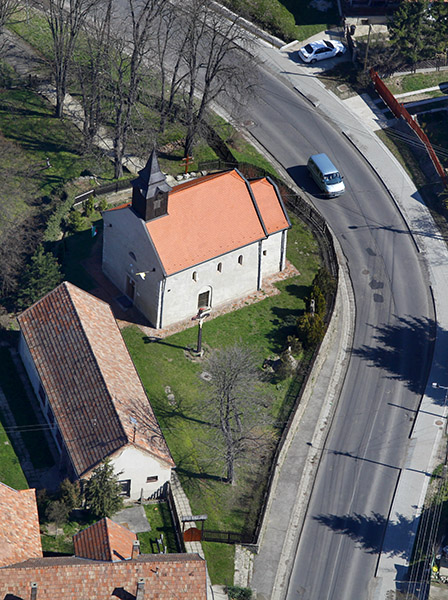
A maconkai Árpád-kori Szent István király templom

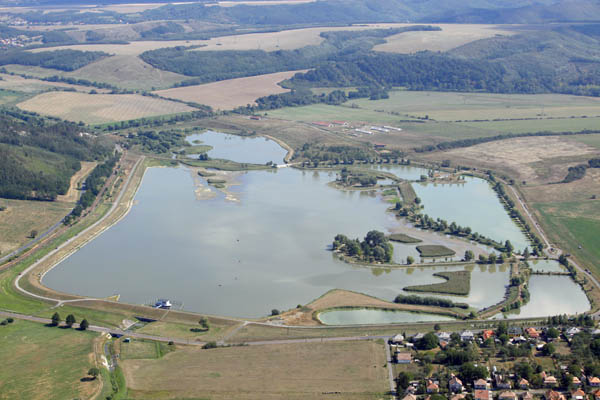
A maconkai horgásztó madártávlatból

### Kisterenye
Kisterenye a Mátra hegységtől északnyugatra, a Cserháttól keletre található Bátonyterenye városrésze, korábban önálló község volt. 180-250 méterrel fekszik a tengerszint felett. A környék már a bronzkor óta folyamatosan lakott terület. A terület gazdaságának meghatározó része volt a szénbányászat, amely azonban mára letűnt a térségben. Helyét a mezőgazdaság és a turizmus vette át.
Kisterenye számos kulturális és természeti értékkel rendelkezik, köztük a Gyürky-Solymossy-kastély (lásd a későbbi szakaszban)

### Nagybátony
Nagybátony Árpád-kori település, egykor a Rátót nemzetség ősi birtoka volt. 1231-ben már Bachon néven említették az oklevelek. A településen Rátót nemzetségen kívül az egri püspöknek is voltak birtokai a 13. század második felében, de ezeket II. Endre egri püspök 1295-ben Marzsó fia Pós comesnek Bátorért cserébe adta.
1487-ben Alsó-Bathon, az 1549. évi adóösszeírásban Bathon néven szerepelt és ekkor Losonczy István birtoka volt. 
1589–1590 között az egri vár fenntartására szolgáltatta be a főpapi tizedet.
1693-ban Bátor néven szerepelt az összeírásban, ekkor Sztáray Ferencz birtoka volt.
A 19. század elején az Almássy család, Gyürky Pál, özv. Baloghyné, Mitusovics és a Czobor családok bírtak itt földesúri joggal. A feljegyzések szerint 1836-ban és 1882-ben is nagy tűzvész pusztított a településen, a község legnagyobb része, a templom és a lelkészlak is leégett.
A 20. század elején néhai Almássy István kiskorú örököseinek és báró Solymosy Jenőnek volt itt nagyobb birtoka.
A település határban látható az Ágasvárnak nevezett várrom, és kőszénbányája és kőbányája is volt.
Nagybátony ma Bátonyterenye egyik városrésze a település délnyugati részén fekszik közvetlenül a Mátra lábánál. 1990-ig fontos tényezője volt a településrésznek a bányászat. A településrészek egybeolvadásával Nagybátony vált a város fontos gazdasági és turisztikai központjává. A városkép az 1960-as évek elején változott meg.

### Maconka
Maconka nevét 1396-ban említette először oklevél Machonka néven. A falu ekkor Neczpáli György birtoka volt, aki azt Ilsvai Leuszták nádornak adta cserébe Túrócz-Zsámbokréthért, ezt a csereszerződést 1416-ban megújították.
Az 1549. évi adóösszeíráskor már az elpusztult helységek között szerepelt és 1552-ben is csak 3 portát írtak itt össze. Ekkor már a török hódoltsághoz tartozott.
1693-ban Vay László birtoka, és ekkor csak puszta volt. A 19. század első felében Gyürky Pál és Baloghyné birtoka, de rajtuk kívül még Marsó Lászlónak is volt egy kisebb birtokrésze a helység határában. Később, 1861-ig a Bertha család, utána 1869-ig a Mátray család, a 20. század elején pedig a Rusznyák örökösök birtoka volt. Maconka római katolikus temploma egyike a legrégebbieknek; a 15. században épült. A falait méter szélességű gömbölyű patakkavicsból, deszka között öntötték össze. Eredetileg kőfallal (cinteremmel) volt körülvéve, ennek a 20. század elejére csak az alapfala maradt meg.
Maconka 1965-ig önálló település volt. Jelenleg Bátonyterenye városrésze. Fontos turisztikai látványossága a Maconkai víztározó, amely sporthorgászatra tökéletesen alkalmas. Az egykori falu környéke már a bronzkorban is lakott volt. Fontos fejlődési ág lett a bányászat a vidéken. Jelenleg a víztározó látogatottságának a bevétele jelenti számára a biztos jövedelmet.

## Közlekedés

### Megközelítése
Legfontosabb közúti megközelítési útvonala a Zagyva völgyében, délről észak felé húzódó 21-es főút, ezen érhető el a megyeszékhely, Salgótarjáni, illetve (Hatvanon át) Budapest és az ország távolabbi részei irányából is. A főút Nagybátonyt és Maconkát nyugat felől elkerüli, Kisterenye városrésznek azonban a központján is áthalad.
Keleti irányból, Ózd-Pétervására felől ugyancsak főúton, a 23-ason lehet eljutni a városba (ez szintén Kisterenyén halad keresztül, ott csatlakozik a 21-eshez). A környező kisebb települések közül Mátraszelével a 2301-es út köti össze, Kisterenye és Mátraverebély határszéle közt a 21-es régi nyomvonalán a 21 166-os út húzódik, a három nagyobb városrész között a 2409-es út teremt közvetlen közlekedési kapcsolatot, Szúpatak pedig a 21 141-es úton érhető el. Országos közútnak minősül még Nagybátony főutcája is, 24 107-es útszámozással.
Vasúton a Hatvan–Somoskőújfalu-vasútvonalon lehet eljutni Bátonyterenyére, a város területén két állomás (Nagybátony vasútállomás, Kisterenye vasútállomás) és egy megállóhely (Kisterenye-Bányatelep megállóhely) is található; a kisterenyei állomásról indult ki a jelenleg üzemszünet alatt álló Kisterenye–Kál-Kápolna-vasútvonal is. Nagybátony vasútállomás közúti megközelítését a 24 305-ös, a kisterenyei állomásét a 23-as főútból, annak a 600-as méterszelvénye közelében észak felé kiágazó 23 301-es út biztosítja. A bányatelepi megálló a belterület északi szélén túl helyezkedik el, közúti elérését csak egy önkormányzati út biztosítja.

### Helyi közlekedés
A helyi közlekedést a Volánbusz látja el. Igazából Bátonyterenyén nincs nagy jelentőségű helyi közlekedés, csak egy-két helyi autóbusz látja el a tömegközlekedést. Alkalmanként a városon belül a helyközi buszok nyújtanak közlekedési lehetőséget.

## Éghajlat
| Hónap | Jan. | Feb. | Már. | Ápr. | Máj. | Jún. | Júl. | Aug. | Szep. | Okt. | Nov. | Dec. | Év   |
| --- | ---- | ---- | ---- | ---- | ---- | ---- | ---- | ---- | ----- | ---- | ---- | ---- | ---- |
| Átlagos max. hőmérséklet (°C)                                                                                                  | −2,0 | −1,5 | 1,0  | 12,0 | 19,5 | 21,0 | 25,3 | 22,4 | 18,7  | 10,0 | 3,1  | −1,0 | 10,8 |
| Átlaghőmérséklet (°C) | −3,0 | −2,0 | 0,0  | 10,0 | 15,5 | 17,6 | 20,0 | 20,0 | 16,6  | 11,3 | 5,1  | −1,0 | 9,2  |
| Átlagos min. hőmérséklet (°C)                                                                                                  | −4,0 | −1,7 | 1,6  | 6,0  | 10,5 | 13,6 | 15,0 | 14,8 | 11,7  | 7,0  | 2,2  | −1,7 | 6,3  |
| Átl. csapadékmennyiség (mm) | 39   | 32   | 38   | 55   | 63   | 80   | 61   | 63   | 45    | 37   | 56   | 40   | 609  |
| Havi napsütéses órák száma | 55   | 91   | 146  | 187  | 190  | 190  | 196  | 188  | 145   | 96   | 82   | 59   | 1625 |
| Forrás: Láng Sándor (1955): A Mátra és a Börzsöny természeti földrajza. Földrajzi Monográfiák I., Akadémiai Kiadó, Bp., 512 p. |      |      |      |      |      |      |      |      |       |      |      |      |      |

## Közélete

### Polgármesterei
- 1990–1994: Nagy Mihály (nem ismert)[3]
- 1994–1998: Dr. Balázs Ottó (MSZP)[4]
- 1998–2002: Dr. Balázs Ottó (MSZP)[5]
- 2002–2006: Vanya Gábor (MSZP-MP-MSZDP)[6]
- 2006–2007: Vanya Gábor (MSZP)[7]
- 2007–2010: Lavajné Dóka Éva (MSZP)[8]
- 2010–2014: Nagy-Majdon József (Fidesz–KDNP)[9]
- 2014–2019: Nagy-Majdon József (Fidesz–KDNP)[10]
- 2019–2024: Nagy-Majdon József (Fidesz–KDNP)[11]
- 2024– : Orosz István (Mátravölgye Sport Club)[1]

A városban 2007. augusztus 12-én időközi polgármester-választást kellett tartani, mert a települést 2002-től vezető szocialista polgármester tavasszal lemondott posztjáról – hivatalosan azért, mert elfogadott egy másik megbízást, bár a korabeli sajtóhírek szerint más okok is állhattak a távozás hátterében. Az időközi választáson hat jelölt indult.

## Népességi adatok

### Bátonyterenye népességalakulása
| Év   | Lélekszám |
| ---- | --------- |
| 1990 | 15 343    |
| 1991 | 15 342    |
| 1992 | 15 234    |
| 1993 | 15 224    |
| 1994 | 15 193    |
| 1995 | 15 338    |
| 1996 | 15 215    |
| 1997 | 15 075    |
| 1998 | 14 900    |
| 1999 | 14 945    |

| Év   | Lélekszám |
| ---- | --------- |
| 2000 | 14 826    |
| 2001 | 15 250    |
| 2002 | 15 207    |
| 2003 | 14 402    |
| 2004 | 14 240    |
| 2005 | 14 108    |
| 2006 | 13 898    |
| 2007 | 13 741    |
| 2008 | 13 555    |
| 2018 | 11 829    |

### Bátonyterenye lakásainak száma
| Év   | Lakások száma |
| ---- | ------------- |
| 1990 | 5 926         |
| 1991 | 5 979         |
| 1992 | 6 016         |
| 1993 | 6 037         |
| 1994 | 6 043         |
| 1995 | 6 048         |
| 1996 | 6 051         |
| 1997 | 6 052         |
| 1998 | 6 052         |
| 1999 | 6 055         |

| Év   | Lakások száma |
| ---- | ------------- |
| 2000 | 6 056         |
| 2001 | 6 070         |
| 2002 | 6 067         |
| 2003 | 5 763         |
| 2004 | 5 757         |
| 2005 | 5 777         |
| 2006 | 5 786         |
| 2007 | 5 797         |
| 2008 | 5 797         |

### Vallási összetétel
A 2011-es népszámlálás során a lakosok 85,4%-a magyarnak, 7,5% cigánynak, 0,3% németnek, 0,3% románnak, 0,2% szlováknak mondta magát (14,5% nem nyilatkozott; a kettős identitások miatt a végösszeg nagyobb lehet 100%-nál). A vallási megoszlás a következő volt: római katolikus 41,3%, református 1,9%, evangélikus 1,1%, görögkatolikus 0,3%, felekezeten kívüli 25,2% (28,5% nem nyilatkozott).
2022-ben a lakosság 86,7%-a vallotta magát magyarnak, 4,9% cigánynak, 0,4% németnek, 0,2% ukránnak, 0,2% románnak, 0,1% szlováknak, 1,8% egyéb, nem hazai nemzetiségűnek (13,2% nem nyilatkozott; a kettős identitások miatt a végösszeg nagyobb lehet 100%-nál). Vallásuk szerint 30,3% volt római katolikus, 1,9% evangélikus, 1,4% református, 0,2% görög katolikus, 0,1% ortodox, 1,6% egyéb keresztény, 0,8% egyéb katolikus, 22,2% felekezeten kívüli (41,3% nem válaszolt).

## Nevezetességei

### Gyürky-Solymossy-kastély
A kisterenyei városrész nevezetességei közé tartozik az 1790-ben épült késő barokk stílusú, egy emeletes, két hagymakupolás, zsindellyel fedett, saroktornyos Gyürky-Solymossy-kastély, illetve annak 13 hektáros ősparkja, ami számos ritka növénye miatt természetvédelmi terület. Abonyi Lajos író emlékműve is itt látható.
A Kárpát-medence északi részének nevezetes barokk kastély-típusának legdélibb példája, Magyarország egyetlen ilyen építménye. 1790 körül építtette a Gyürky család barokk stílusban. A nyugati homlokzat két sarkán lévő „hagymakupolás” oldaltorony teszi jellegzetessé. A földszinten és az emeleten 3-3 szoba nyílik boltíves mennyezetekkel, az oldalszobák toronyerkéllyel vannak kibővítve. A keleti házrészben egy-egy sarokszoba található. Az épületben kicsiny ablakai ellenére is kiválóan oszlik el a fény, és belülről magasztos, tágas helyiségek jellemzik
Az épületet körbefutó párkány díszíti, manzárdtetős, tornyain zsindelyes hagymasisak van. A kastélyt az 1840-es évek végéig a Gyürky család nyári lakként használta. Az 1900-as években házasság révén a Solymossy család birtokába került a kastély és a kastélypark, amely átépítésre került. A második világháború után az épület sorsa viszontagságos volt, majd magára hagyták, s földszinti boltozatának egy része beomlott, a zsindelyfedés valamint a kastély eredeti berendezése elpusztult. 1982-ben szerkezetileg helyreállították és a salgótarjáni Kohászati Üzemek oktatási központja működött itt. A kastélyt Bátonyterenye önkormányzata 1996 végén vásárolta vissza igen leromlott állapotban. Azóta sikerült kívül-belül felújítani, az emeleti szintet funkcióval (állandó kiállítás) megtölteni.
A kastélyban a településről elszármazott id. Szabó István szobrászművész születésének centenáriumi évfordulóján 2003-ban nyílt meg a „Fába faragott élet” címet viselő állandó emlékkiállítás a Kossuth-díjas művész tiszteletére. A kiállítás emléket állít a művész munkásságának, átfogó képet nyújt életművéről. A kiállítás kiemelkedő darabjai a két legjellegzetesebb műcsoport: a néprajzi tárgyú művek és a bányászattörténeti sorozat. Az utolsó teremben id. Szabó István szobrászműterme látható, berendezésül felhasználva a művész által használt szerszámokat, eszközöket.
A kastélyban található továbbá a Salgótarjáni Kohászati Üzemek Gyártörténeti Gyűjteménye.

### Palóc Tájház
A Gyürky-Solymossy kastély főbejáratához vezető út melletti házak őrzik a falukép korábbi megjelenését.
Az Árpád úti bejárat közelében egy 19. századi népi lakóházban helytörténeti gyűjteményt alakítottak ki. Az épületet 1986-ig lakták, majd az önkormányzat megvásárolta. Az épület eredetileg négyosztatú parasztház volt, szoba-konyha-kamra-istálló elrendezéssel. A csonkakontyos tető fa oromzatán "TJ 1901" felirat látható, az akkori tulajdonos Tóth József cserélte ki a korábbi zsúpfedelet poltári cserépre. A porta elrendezéséből és az elbeszélésekből tudjuk, hogy módos paraszt építette a múlt században. A paraszti portához tartozó istálló, pajta és ólak az idő során nagyon megrongálódtak, az enyészeté lettek. A házban kiállított bútorok, használati tárgyak, eszközök, szerszámok jelentős része a 20. század elején a két világháború között és a negyvenes években készült, de vannak a 19. századból származó darabok is megelevenítve egy jobbágycsalád mindennapjait.
A népi lakóház jellegzetes palóc építészeti stílusa Szúpatak településrész 20. század elejéről származó házain is megfigyelhető.

## Templomai

### Maconkai római katolikus templom
A város legértékesebb műemléke a 14. században épült maconkai román kori templom. Egyhajós, gótikus, barokk építmény. Egyszerű oromfalán kis méretű torony van. Gótikus ablaknyílások láthatók a hajón és a szentélyben. A szentélyben 15. századi, jó állapotban megmaradt faliképeket tártak fel 1971-ben.
- templombelső
- a templom
- templombelső

Többször leégett, de az újjáépítés során a lényeges építési jegyeket mindvégig megőrizte.

### Kisterenyei római katolikus templom
A kastély melletti dombon álló, a 21-es főútról is jól látható barokk épület gótikus alapokon áll, de többször is átalakították. A Szent István vértanúnak szentelt sík mennyezetű templom boltozott szentélyét 1717 környékén és 1838-44 között építették át. A középkori templomnak huszártornya volt, s a szentély északi oldalához egy ismeretlen nagyságú sekrestye tartozott. A 19. században tetejét zsindely fedte, a hajó végén karzat állt. Homlokzatból kiugró órapárkányos, a kastélyhoz hasonlóan hagymakupolás tornya van. A templom mennyezete festett, kazettás díszítésű. A templom mai belső festése 1956-ban keletkezett, külső tatarozására az 1960-as és az 1990-es évek végén került sor. Kora barokk berendezéséből a díszes kőbaluszteren nyugvó, faragott kőmellvédes szószék maradt fenn.

### Nagybátonyi római katolikus plébánia templom
1682-ben nagy tűzvész pusztított Nagybátonyban, ekkor leégett a község, a templom és a lelkészlak is. A templom újjáépítését 1735-ben kezdték meg, a hagyomány szerint a felsőlengyendi pusztatemplom anyagából építkeztek. A domboldalban, a falu egykori fő utcasora felett álló templom barokk stílusban épült. Egyhajós – a falusi templomoknál a barokk időkben szokatlan – háromkaréjos szentéllyel, magas körülfutó lábazattal, körülfutó, erősen kiugró ereszpárkánnyal épült. A templombelsőben félkörös diadalív választja el a két lépcsővel emelt szentélyt a két boltszakaszos hajótól. A barokk boltozatok a 18. század második felében történt átépítés során keletkeztek. 1930-ban az északi karéjban karzatot építettek, majd 10 évvel később az orgonakarzatot is kibővítették.

### Szúpataki evangélikus templom
Szúpatak lélekszáma mára már 100 fő alá csökkent. A településrész közepén álló templom 1903-ban épült, körülötte a 19-20. század fordulójáról található néhány, a palóc parasztház jellegzetes példánya, melyeknek kora, stílusa a közismert hollókőivel megegyező. Táji és népi építészeti adottságai mellett az alig 1 km távolságra lévő híres búcsújáróhely Szentkút közelsége fokozza a településrész jelentőségét.

### Pusztatemplom
Nagybátony falunak nevezett településrészétől keletre a mai templomtól kb. két kilométerre Felsőlengyend közelében egy domb tetején templom romjai találhatók. Történelmi adatok alapján az Árpád-házi királyok korában épült, s az oklevelekben Puszta Clastrom néven szerepel. Alaprajza latin kereszt, két oldalán egyforma nagyságú sekrestye és vendégház volt, alatta kriptaszerű temetkezőhely, amit az ásatások alkalmával talált nagy mennyiségű emberi csont is bizonyít. A romok körül védő és várfal nyomai is kivehetők. 1277-ből már vannak adatok a templomról és egy bizonyos Ulrik nevű őrszerzetesről, ami arra utal, hogy várszerű építmény volt a pusztatemplom, hiszen őrszerzetes csak várszerűen erősített helyen tevékenykedhetett. A falu 1555-ben behódolt a töröknek. A szájhagyomány szerint a templom körül csatározások folytak, azt is mondják, hogy a templom kriptájába magas rangú török tisztségviselőt és katonát is eltemettek. A török kiűzése után az 1700-as években a pusztatemplom elvesztette jelentőségét. A történelem viharainak és az idő vasfogának egyre nehezebben állt ellen, az akkori földbirtokos nem törődött vele, s a romosodó templomot 1735-ben lebontották. Köveit felhasználták a ma is meglévő, de a tűzvészekben gyakran megrongálódott nagybátonyi templom építéséhez. Az 1930-as években a templom környékén feltárásokat végeztek. A szájhagyomány szerint templomi kegytárgyakat és török fegyvereket találtak, noha a feltárások anyagát saját szemével nem látta senki.

### Arany-hegy
Magyarország archeológiájának bölcsőjeként tartják számon a Maconkai-víztározóval szemközt, Kisterenye szélén elhelyezkedő szabályos sátor alakú hegykúpot. Kubinyi Ferenc 1821-ben kezdte gyűjteni azokat a leleteket, melyek a hegy oldalában igen nagy számban előfordultak. Egy-egy zápor után cserép, bronz, sőt gyakran arany tárgyak is napfényre kerültek. Ettől kezdve lett a korábban Hársasnak nevezett hegy neve Aranyhegy. A bronzkori leletek szerint a hegy lábánál volt az urnatemető, a bronzeszközök öntése helyben történt. Leletei Európa szinte minden nagyobb múzeumába eljutottak.
Az Aranyhegyen volt Rákóczi várkastélya is. A leírásokból és a helyszínen talált tégla és tetőcserép darabokból, régebben pedig zöld kályhacsempe töredékekből is erre lehet következtetni.

### Közterek szobrai
Bátonyterenye közterein, parkjaiban nagy számban találhatunk szobrokat, domborműveket és emlékműveket, melyek jelentős része helyi, vagy országos hírű alkotók műve.
A bányászmúlt, a bányászatra való emlékezés szobrait a város számos pontján fellelhetjük. Talán a legismertebb Molnár Péter Bányász emlékmű című kompozíciója a Bányavárosban. A bronzból készült szenet fejtő bányász alakja mögött bányai ácsolatot szimbolizáló, nevekkel telefaragott kő áll. Azoknak a neve – összesen 118 emberé – olvasható rajta, akik bátonyterenyeiként vagy bátonyterenyei bányákban szenvedtek halálos balesetet. Utolsó áldozatát 1983. január 26-án szedte a bánya.
Id. Szabó István alkotása az Ady Endre Művelődési Központ előtti kis parkban látható Olvasó bányász szobra, melynek érdekessége, hogy nem az alkotójára jellemző fából, hanem kőből készült.
Szintén az Ady Endre Művelődési Központ előtt látható Ferenczy Béni remeke az Ifjú bányász. A realizmus jegyében fogant szobor a műszak utáni pillanatot ragadta meg: a kemény földalatti munkában kifáradt legény a lába elé nézve ballag a lámpakamra felé, hogy leadja feleslegessé vált karbidlámpáját.
A kisterenyei ABC melletti téren áll ifj. Szabó István Flóra című alkotása. A szobor a tisztaságot, a fiatalságot és a tavaszt jelképezi.
A kettészakított Nógrád területét ábrázoló trianoni keresztet 2006-ban szentelték fel.

## Híres bátonyterenyeiek
- Abonyi Lajos
- Id. Szabó István szobrászművész
- Ifj. Szabó István
- Görög Zita
- Tóth Brigitta, rádióbemondó, külpolitikai újságíró

### További hírességek
A Gyürky-Solymossy-kastélyban lakott és tanított 1811-ben Lavotta János hegedűművész és zeneszerző. A kastélyból járt 1833-ban naponta az Aranyhegyre (akkori nevén Hársas) Kubinyi Ferenc, hogy összegyűjtse a bronzkor emlékeit. A kastélyban nőtt fel Kubinyi haladó gondolkodású felesége Gyürky Franciska.

## Sport
Bátonyterenyén a sporttal főleg a Bátonyterenye VSE és Bátonyterenyei SC foglalkozik.

## Testvérvárosok
- Fülek, Szlovákia, Besztercebányai kerület
- Ipolyhídvég, Szlovákia